# Ahmed Nafea
Ahmed Nafea Hesham Sessa, más conocido como Ahmed Nafea o Ahmed Sessa, (1 de septiembre de 1997) es un jugador de balonmano egipcio que juega de extremo izquierdo en el RK Vojvodina. Es internacional con la selección de balonmano de Egipto.
Su primer campeonato con la selección fue el Campeonato Mundial de Balonmano Masculino de 2021.

## Palmarés internacional
| Campeonato Africano | Campeonato Africano | Campeonato Africano | Campeonato Africano |
| Año                 | Lugar               | Medalla             |                     |
| ------------------- | ------------------- | ------------------- | ------------------- |
| 2022                | Egipto              | Medalla de oro      |                     |
| 2024                | Egipto              | Medalla de oro      |                     |

## Clubes
| Club         | País   | Año         |
| ------------ | ------ | ----------- |
| El Gaish     | Egipto | 2014 - 2020 |
| Al Ahly      | Egipto | 2020 - 2024 |
| RK Vojvodina | Serbia | 2024 - Act. |